# ميخائيل ألين غيليسبي
ميخائيل ألين غيليسبي (بالإنجليزية: Michael Allen Gillespie)‏ هو فيلسوف أمريكي، ولد في 24 يناير 1951.